# Нехолсты
Нехолсты́ (бел. Нехалсты) — деревня в Брестском районе Брестской области Белоруссии. Входит в состав Мотыкальского сельсовета.

## География
Находится в 19 км по автодорогам к северо-западу от центра Бреста и в 3 км по автодорогам к северо-западу от центра сельсовета, агрогородка Большие Мотыкалы, на автодороге Н-435 «Мотыкалы — Раковица — Сычи».

## История
Впервые упоминается в 1566 году как деревня Берестейского староства Берестейского повета Берестейского воеводства ВКЛ, относившаяся к Сычёвскому войтовству. Жители деревни имели 28 волок земли и платили чинш — 94 гроша с одной волоки.
В XIX веке — деревня Брестского уезда Гродненской губернии.
В 1860 году деревня со 101 мужчиной и 111 женщинами находилась в составе одноимённого имения, принадлежавшего М. Швыковскому. В 1890 году ей владел И. Швыковский, который имел 181 десятину земли; крестьянам сельского общества принадлежало 302 десятины.
По переписи 1897 года — 53 двора, хлебозапасный магазин, корчма и 2 кузницы.
В 1905 году — деревня (445 жителей) и имение (42 жителя) Мотыкальской волости Брестского уезда.
После Рижского мирного договора 1921 года — в составе гмины Мотыкалы Брестского повята Полесского воеводства Польши, 46 дворов.
С 1939 года — в составе БССР, в 1940 году — 104 двора. В августе 1948 года образован первый колхоз, объединивший 66 хозяйств и 504 га земли.

## Инфраструктура
Имеется магазин. У западного края деревни находятся зерноток и ферма КРС.

## Население
На 1 января 2018 года насчитывалось 175 жителей в 61 домохозяйстве, из них 46 младше трудоспособного возраста, 92 — в трудоспособном возрасте и 37 — старше трудоспособного возраста.